# Kasselbach (Bieber)
Der Kasselbach oder die Kassel ist ein rechter Zufluss der Bieber im Main-Kinzig-Kreis im hessischen Spessart.

## Geographie

### Quelle

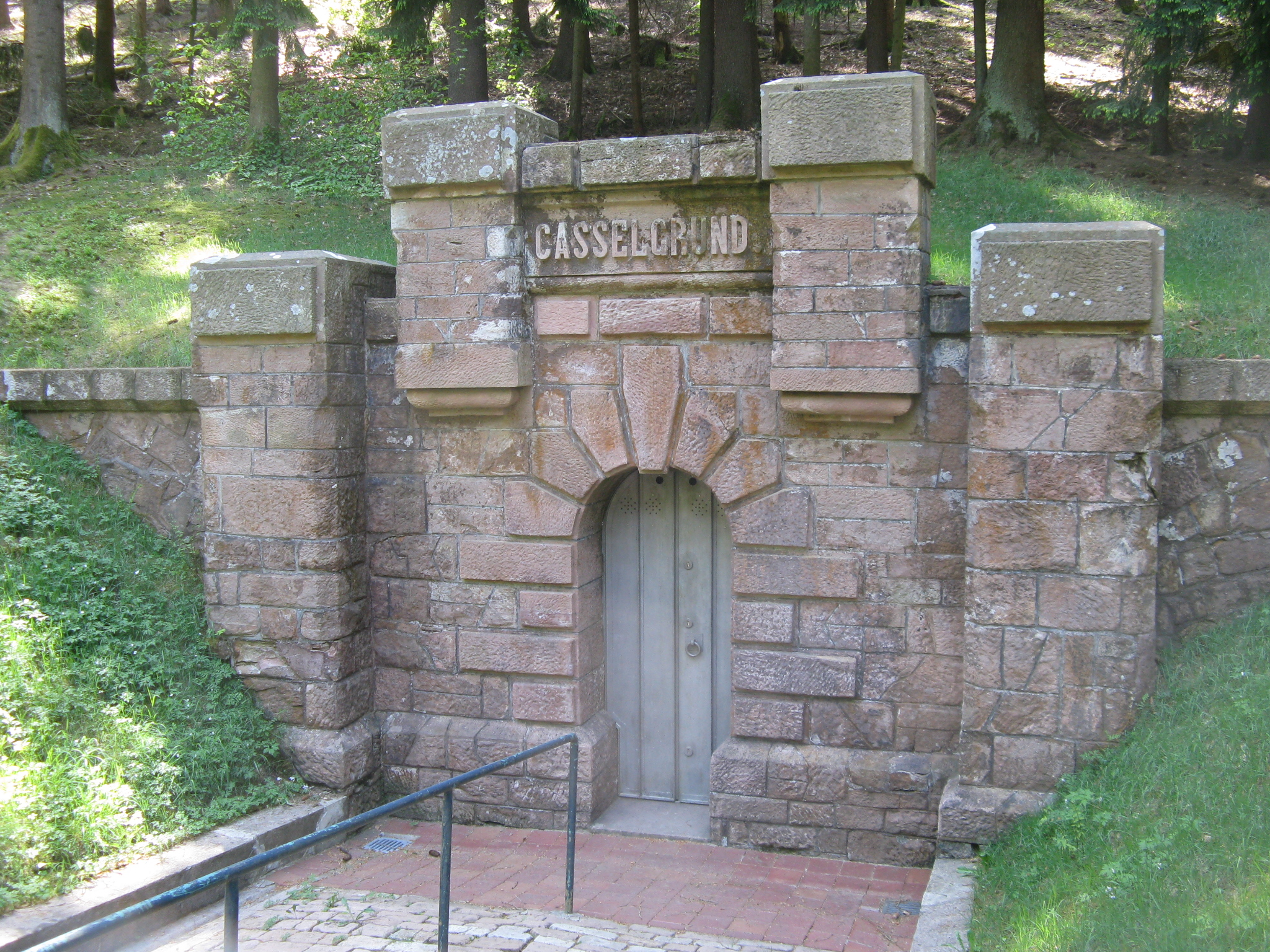
Der Trinkwasserstollen Kasselgrund

Der Kasselbach entspringt auf einer Höhe von 340 m ü. NHN im Kasselgrund nördlich von Röhrig. 
Ähnlich wie bei der Bieber ist auch die ursprüngliche Kasselquelle für die Trinkwasserversorgung von Frankfurt am Main gefasst worden. Auch weitere Quellen im Kasselgrund speisen in diese Versorgung ein. Der Kasselbach entspringt heute aus den Überläufen der Trinkwasserstollen Kasselgrund und Hummelsborn. 

### Verlauf

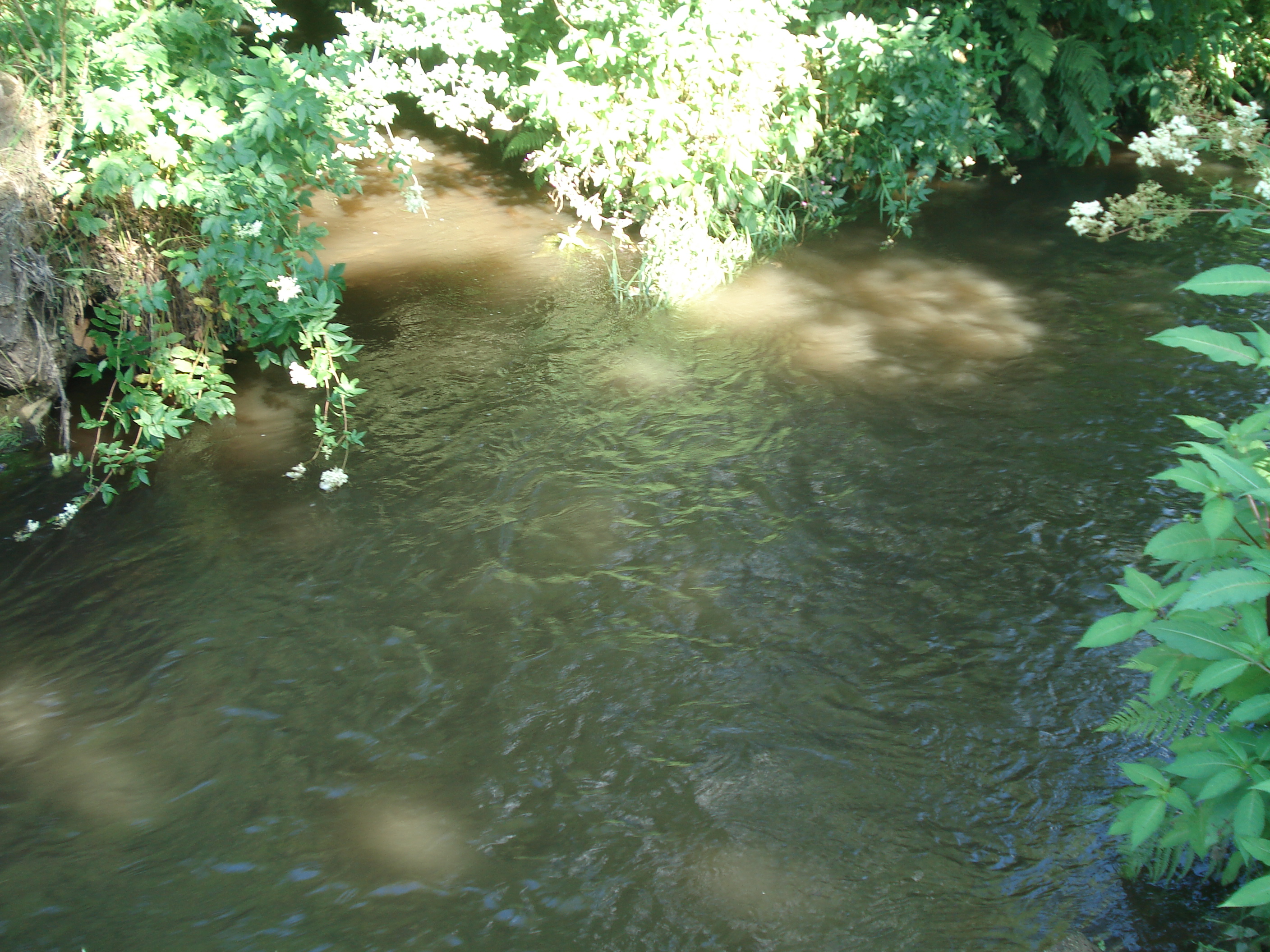
Der Kasselbach (hinten) mündet in die Bieber (von hinten rechts nach vorne links)

Der Kasselbach fließt zunächst in nordwestliche Richtung durch Waldgelände an der  Ringwallanlage Altenburg vorbei. Er verlässt etwas später den Wald, läuft dann in einem von Wald umgebenen Streifen aus Felder und Wiesen und  wird danach auf seiner rechten Seite vom Lämmerbach gestärkt.
Der Kasselbach zieht nun zuerst an der Günthersmühle und dann an der Rietmühle vorbei, durchfließt darauf einen kleinen Teich und erreicht danach den Biebergemünder Ortsteil Kassel. 
Er passiert diese Ortschaft und mündet schließlich bei der Brücke Höchster Weg auf einer Höhe 150 m ü. NHN von rechts in die Bieber.
Sein 6,9 km langer Lauf endet ungefähr 190 Höhenmeter unterhalb seiner Quelle, er hat somit ein mittleres Sohlgefälle von 28 ‰.

### Einzugsgebiet
Das 16,63 km² große Einzugsgebiet des Kasselbachs liegt im nördlichen Sandsteinspessart und wird über die Bieber, die Kinzig, den Main und den Rhein zur Nordsee entwässert.
Es grenzt
- im Nordosten an das des Kinzigzuflusses Hirschbach
- im Osten an das der Orb, ebenfalls ein Zufluss der Kinzig
- im Südosten an das der Jossa, die über die Sinn und die Fränkische Saale in den Main entwässert
- und im Süden an das der Bieber.

Die höchst Erhebung ist mit 533 m ü. NHN die Bieberhöhe im Osten des Einzugsgebiets.
Der größte Teil des Einzugsgebiets ist bewaldet, nur im Mündungsbereich befindet sich die Ortschaft Kassel.

### Zuflüsse
- Lämmerbach[3] (rechts), 2,0 km

### Flusssystem Kinzig
- Liste der Fließgewässer im Flusssystem Kinzig (Main)

## Mühlen
Der Bach trieb früher eine Reihe von Mühlen an:
- Güntersmühle
  - auch Riedsche Lohmühle
  - 1908 stillgelegt[5]
  - seit 1929 ein Naturfreundehaus[6]

- Rietmühle
  - 1972 stillgelegt[7]

- Lohmühle
  - Mühlbetrieb 1959 stillgelegt.
  - heute nur noch für Wohnzwecke genutzt[8]

- Obermühle
  - an einem vom Kasselbach abgeleiteten Betriebsgraben gelegen[9]
  - heute ein Tiererlebnishof